# GARCH-Modelle
GARCH-Modelle (GARCH, Akronym für: Generalized AutoRegressive Conditional Heteroscedasticity, deutsch verallgemeinerte autoregressive bedingte Heteroskedastizität) bzw. verallgemeinerte autoregressive Modelle mit bedingter Heteroskedastizität oder auch verallgemeinerte autoregressive bedingt heteroskedastische Zeitreihenmodelle sind stochastische Modelle zur Zeitreihenanalyse, die eine Verallgemeinerung der ARCH-Modelle (autoregressive conditional heteroscedasticity) sind. Sie werden beispielsweise in der Ökonometrie bei der Analyse der Renditen von Aktienkursen zur Modellierung des Volatilitätsclusterings verwendet. GARCH-Modelle wurden 1986 von Tim Bollerslev auf der Grundlage des ARCH-Modells von Robert F. Engle (1982) entwickelt.

## Definition
Eine Zeitreihe {\displaystyle (x_{t})_{t\in \mathbb {Z} }} heißt GARCH(p,q)-Zeitreihe, wenn sie rekursiv definiert ist durch
{\displaystyle {\begin{aligned}x_{t}&=\sigma _{t}\epsilon _{t}\\\sigma _{t}^{2}&=a_{0}+a_{1}x_{t-1}^{2}+\dotsb +a_{p}x_{t-p}^{2}+b_{1}\sigma _{t-1}^{2}+\dotsb +b_{q}\sigma _{t-q}^{2},\end{aligned}}}
wobei {\displaystyle a_{0},\dotsc ,a_{p},b_{1},\dotsc ,b_{q}} reelle, nichtnegative Parameter mit {\displaystyle a_{p}\neq 0} und {\displaystyle b_{q}\neq 0} sind, und der Prozess {\displaystyle (\epsilon _{t})_{t\in \mathbb {Z} }} aus unabhängigen identisch verteilten Zufallsvariablen mit {\displaystyle \operatorname {E} (\epsilon _{t})=0} und {\displaystyle \operatorname {Var} (\epsilon _{t})=1} besteht.
Bei einem GARCH-Modell hängt also die bedingte Varianz {\displaystyle \sigma _{t}^{2}=\operatorname {Var} (x_{t}\mid x_{t-1},x_{t-2},\dotsc )} von {\displaystyle x_{t}} von ihrer eigenen Vergangenheit und der Vergangenheit der Zeitreihe ab.

## Erweiterungen

### T-GARCH
T-GARCH-Modelle sind keine echten GARCH-Modelle, sondern verallgemeinern diese wie folgt:

Mit einer gegebenen Wahrscheinlichkeit p, z. B. p=0.999, entsprechen sie dem „normalen“ GARCH und mit Wahrscheinlichkeit 1-p einem vorher festgelegten Wert. Mit diesen nicht-linearen Modellen können dann zum Beispiel Börsencrashs oder Ähnliches simuliert werden.

### COGARCH
Claudia Klüppelberg, Alexander Lindner und Ross Maller stellten 2004 eine zeitstetige Erweiterung des zeitdiskreten GARCH(1,1)-Prozesses vor. Man beginnt dafür mit den GARCH(1,1)-Gleichungen
{\displaystyle x_{t}=\sigma _{t}\epsilon _{t}}
{\displaystyle \sigma _{t}^{2}=a_{0}+a_{1}x_{t-1}^{2}+b_{1}\sigma _{t-1}^{2}=a_{0}+a_{1}\sigma _{t-1}^{2}\epsilon _{t-1}^{2}+b_{1}\sigma _{t-1}^{2}}
und ersetzt die unabhängig identisch verteilten Zufallsvariablen {\displaystyle \epsilon _{t}} formal durch die infinitesimalen Inkremente {\displaystyle \mathrm {d} L_{t}} eines Lévy-Prozesses {\displaystyle (L_{t})_{t\geq 0}} sowie deren Quadrate {\displaystyle \epsilon _{t}^{2}} durch die Inkremente {\displaystyle \mathrm {d} [L,L]_{t}^{\mathrm {d} }}, wobei
{\displaystyle [L,L]_{t}^{\mathrm {d} }=\sum _{s\in [0,t]}(\Delta L_{t})^{2},\quad t\geq 0}
der rein unstetige Teil des quadratischen Variationsprozesses von {\displaystyle L} ist. Man erhält also das System
{\displaystyle \mathrm {d} G_{t}=\sigma _{t-}\,\mathrm {d} L_{t}}
{\displaystyle \mathrm {d} \sigma _{t}^{2}=(\beta -\eta \sigma _{t}^{2})\,\mathrm {d} t+\varphi \sigma _{t-}^{2}\,\mathrm {d} [L,L]_{t}^{\mathrm {d} }}
von stochastischen Differentialgleichungen, wobei sich die positiven Parameter {\displaystyle \beta }, {\displaystyle \eta } und {\displaystyle \varphi } aus {\displaystyle a_{0}}, {\displaystyle a_{1}} und {\displaystyle b_{1}} bestimmen lassen. Hat man nun eine Anfangsbedingung {\displaystyle (G_{0},\sigma _{0}^{2})} gegeben, so hat das obige System eine pfadweise eindeutige Lösung {\displaystyle (G_{t},\sigma _{t}^{2})_{t\geq 0}}, die dann als COGARCH-Modell (continuous-time GARCH) bezeichnet wird.